# Castiarina bugejiana
Castiarina bugejiana es una especie de escarabajo del género Castiarina y familia Buprestidae. Fue descrita científicamente por Barker en 2004.